# Siergiej Andriejew (dyplomata)
Siergiej Wadimowicz Andriejew (ros. Сергей Вадимович Андреев; ur. 26 czerwca 1958) – rosyjski i radziecki dyplomata, od 2014 ambasador Rosji w Polsce.

## Życiorys
W 1980 ukończył Moskiewski Państwowy Instytut Stosunków Międzynarodowych. W tym też roku rozpoczął pracę w Ministerstwie Spraw Zagranicznych. Od 1995 do 1999 był radcą ambasady Federacji Rosyjskiej w Portugalii. W latach 1999–2002 był ambasadorem Federacji Rosyjskiej w Angoli (akredytowanym również w Demokratycznej Republice Wysp Św. Tomasza i Książęcej). W latach 2006–2010 był ambasadorem Federacji Rosyjskiej w Norwegii.
W latach 2003–2006 i 2010–2014 pełnił funkcję Dyrektora Sekretariatu Generalnego, był członkiem Kolegium MSZ Rosji.
Od sierpnia 2014 sprawuje urząd ambasadora Federacji Rosyjskiej w Polsce.
9 maja 2022 w Warszawie, w czasie uroczystości składania kwiatów na grobach żołnierzy Armii Czerwonej na Cmentarzu Mauzoleum Żołnierzy Radzieckich w Dzień Zwycięstwa (w Rosji święto to obchodzone jest 9 maja), Andriejew został zaatakowany werbalnie przez demonstrantów i oblany czerwoną substancją przez Irynę Zemljaną, ukraińską dziennikarkę (obywatelkę państwa trzeciego).
Żonaty. Ojciec dwóch córek. Mówi po angielsku, portugalsku, francusku i po polsku.

## Ordery i odznaczenia
- Order „Za Zasługi dla Ojczyzny” I klasy (2005)
- Order Przyjaźni (2011)
- Order Honoru (2017)